# Docalidia cassityi
Docalidia cassityi är en insektsart som beskrevs av Nielson 1979. Docalidia cassityi ingår i släktet Docalidia och familjen dvärgstritar. Inga underarter finns listade i Catalogue of Life.